# Maruseppu
Maruseppu (丸瀬布町?, Maruseppu-chō) era una piccola città del Giappone, ubicata nel nord-est dell'isola di Hokkaidō. Faceva parte della giurisdizione dell'ufficio sottoprefettizio generale di Okhotsk, equiparabile a quella di una sottoprefettura.
Nel 2005 venne unita con la città di Ikutahara e il villaggio di Shirataki per costituire la nuova città di Engaru.
Le è stato dedicato l'asteroide 6804 Maruseppu.
| Controllo di autorità | VIAF (EN) 260210049 · LCCN (EN) n2015042715 · NDL (EN, JA) 00355745 |